# Riccardo Patrese
Riccardo Patrese, född 17 april 1954 i Padua, är en italiensk racerförare. Han hade tidigare rekordet i flest körda F1-lopp, men det slogs av Rubens Barrichello i Turkiet 2008.

## Racingkarriär

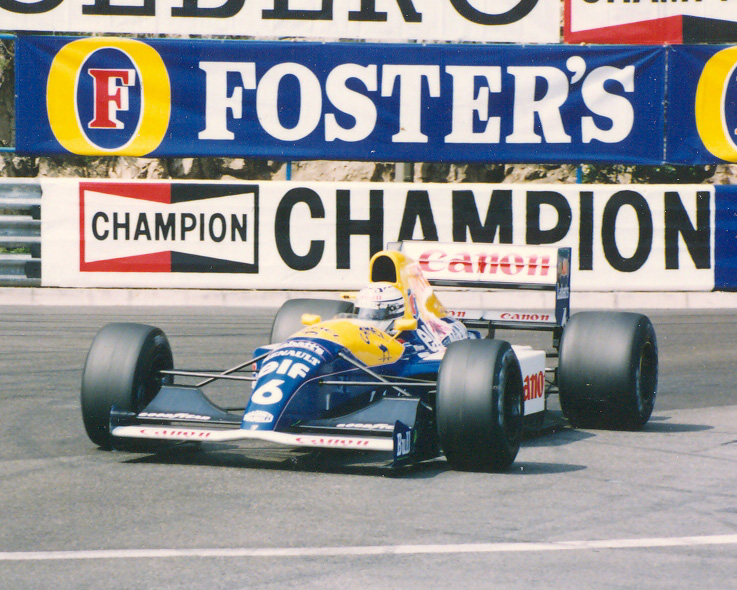
Riccardo Patrese i Williams-Renault i.

Patrese är en av de mest erfarna formel 1-förarna. Han började köra formel 1 i Shadow 1977. Han kom som bäst tvåa i formel 1-VM 1992 och trea 1989 och 1991. 
Patrese ansågs vara en mycket aggressiv och arrogant förare, såväl på som utanför banan. Han blev beskylld för att ha orsakat den fatala olyckan på Monza 1978, då Ronnie Peterson påkördes och skadades så allvarligt att han senare avled. Patrese blev avstängd för vårdslös körning i det följande loppet i USA 1978 men sedermera frikänd av en italiensk domstol, som avkunnade dom i målet 1981. 
Under sin sista aktiva säsong var han stallkamrat med Michael Schumacher i Benetton.

## Noter

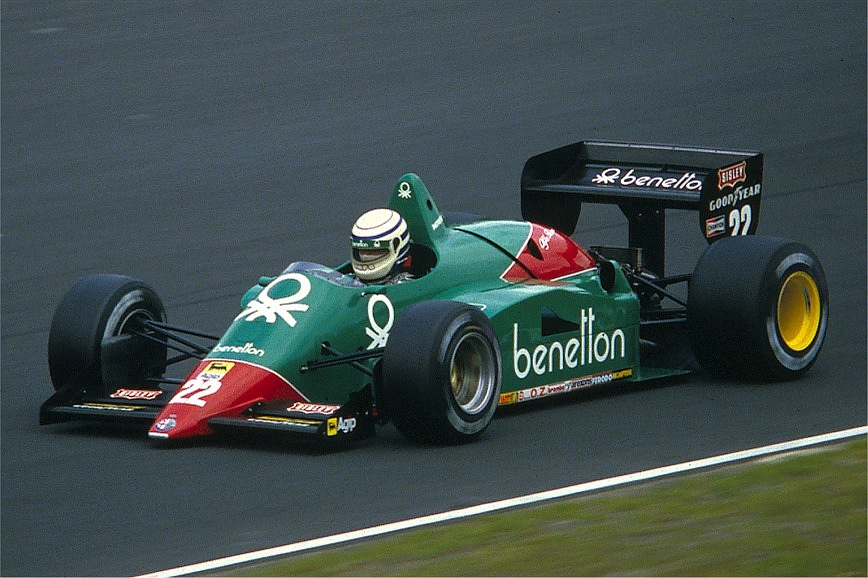
Riccardo Patrese i Alfa Romeo under träning i.

## F1-karriär
| Säsong                 | Stall/Tillverkare          | Placering              | Lopp | Poäng | Etta | Tvåa | Trea | Pole | Varv |
| ---------------------- | -------------------------- | ---------------------- | ---- | ----- | ---- | ---- | ---- | ---- | ---- |
| 1977                   | Shadow-Ford                | 21                     | 9    | 1     |      |      |      |      |      |
| 1978                   | Arrows-Ford                | 11                     | 14   | 11    |      | 1    |      |      |      |
| 1979                   | Arrows-Ford                | 19                     | 15   | 2     |      |      |      |      |      |
| 1980                   | Arrows-Ford                | 9                      | 14   | 7     |      | 1    |      |      |      |
| 1981                   | Arrows-Ford                | 11                     | 15   | 10    |      | 1    | 1    | 1    |      |
| 1982                   | Brabham-Ford Brabham-BMW   | 10                     | 5 10 | 19 2  | 1    | 1    | 1    |      | 1    |
| 1983                   | Brabham-BMW                | 9                      | 15   | 13    | 1    |      | 1    | 1    | 1    |
| 1984                   | Alfa Romeo                 | 13                     | 16   | 8     |      |      | 1    |      |      |
| 1985                   | Alfa Romeo                 | -                      | 16   |       |      |      |      |      |      |
| 1986                   | Brabham-BMW                | 17                     | 16   | 2     |      |      |      |      |      |
| 1987                   | Brabham-BMW Williams-Honda | 13                     | 15 1 | 6     |      |      | 1    |      |      |
| 1988                   | Williams-Judd              | 11                     | 16   | 8     |      |      |      |      |      |
| 1989                   | Williams-Renault           | 3                      | 16   | 40    |      | 4    | 2    | 1    | 1    |
| 1990                   | Williams-Renault           | 7                      | 16   | 23    | 1    |      |      |      | 4    |
| 1991                   | Williams-Renault           | 3                      | 16   | 53    | 2    | 2    | 4    | 4    | 2    |
| 1992                   | Williams-Renault           | 2                      | 16   | 56    | 1    | 6    | 2    | 1    | 3    |
| 1993                   | Benetton-Ford              | 5                      | 16   | 20    |      | 1    | 1    |      |      |
| Sammanlagt 17 säsonger | Sammanlagt 17 säsonger     | Sammanlagt 17 säsonger | 257  | 281   | 6    | 17   | 14   | 8    | 13   |

| 1. Monaco 1982 2. Sydafrika 1983 3. San Marino 1990 4. Mexiko 1991 5. Portugal 1991 6. Japan 1992 |

| 1. Sverige 1978 2. USA West 1980 3. San Marino 1981 4. Kanada 1982 5. Mexiko 1989 6. USA 1989 7. Kanada 1989 8. Japan 1989 9. Brasilien 1991 10. Tyskland 1991 11. Sydafrika 1992 12. Mexiko 1992 13. Brasilien 1992 14. San Marino 1992 15. Frankrike 1992 16. Storbritannien 1992 17. Ungern 1993 |

| 1. Brasilien 1981 2. USA West 1982 3. Tyskland 1983 4. Italien 1984 5. Mexiko 1987 6. Frankrike 1989 7. Australien 1989 8. Kanada 1991 9. Ungern 1991 10. Spanien 1991 11. Japan 1991 12. Monaco 1992 13. Belgien 1992 14. Storbritannien 1993 |

| 1. USA West 1981 2. Italien 1983 3. Ungern 1989 4. Kanada 1991 5. Mexiko 1991 6. Frankrike 1991 7. Portugal 1991 8. Ungern 1992 |

| 1. Monaco 1982 2. Frankrike 1982 3. San Marino 1983 4. Brasilien 1989 5. Ungern 1990 6. Portugal 1990 7. Spanien 1990 8. Japan 1990 9. Tyskland 1991 10. Spanien 1991 11. Brasilien 1992 12. San Marino 1992 13. Tyskland 1992 |